# Тоба (езеро)
Тоба (на индонезийски: Danau Toba) е голямо естествено езеро, намиращо се на остров Суматра, Индонезия, и заемащо калдерата на супервулкан. Разположено е в средата на северната част на острова, на около 905 m надморска височина. То е 87 km дълго и 27 km широко, а максималната му дълбочина е 505 m. Това е най-голямото езеро в Индонезия и най-голямото вулканогенно езеро в света.
Езерото Тоба се намира на мястото на супервулканично изригване с вулканичен експлозивен индекс 8, което е настъпило преди 74 хиляди години, и е предизвикало изменение на климата. Това е най-мощното експлозивно изригване на Земята през последните 25 милиона години. Според теориите за катастрофата, тя е имала последствия в световен мащаб за човешкото население – избила е повечето хора по света по това време и е създала популационно „гърло на бутилка“ в Източна Африка и Индия, което е повлияло на глобалния генетичен състав на хората. Смята се, че изригването на Тоба е довело до вулканична зима с понижаване на световната средна температура между 3 и 5 °C и с до 15 °C при по-големите географски ширини. Изследванията, проведени в езерото Малави в Африка, показват значително количество пепел, натрупана от изригването на Тоба.

## Геология
Комплексът на калдерата на Тоба в Северна Суматра включва четири застъпващи се вулканични кратера, които са част от вулканичния фронт на Суматра. Това е най-голямата калдера, датираща от кватернер, както и една от най-младите калдери на света. Приблизително 2800 km3 плътен пирокластичен материал е изхвърлен в хода на едно от най-мощните вулканични изригвания в относително скорошната геоложка история на Земята. След изригването се образува купол в калдерата, който е свързан чрез грабен с два полу-купола.
Най-малко четири конуса, четири стратовулкана и три кратера са разпознаваеми в езерото. Конусът Тандукбенуа на северозападния ръб на калдерата има рядка растителност, което говори за по-малка възраст – от порядъка на няколкостотин години. Пусубукит на южния ръб на калдерата изпуска серни съединения и пара.

## География и хидрография
Езерната котловина на Тоба е заобиколена от стръмни скали с височина 400 – 1200 метра, които се редуват с малки долини. Скалите са най-високи в североизточната част на езерото. През 1939 г. са проведени първите измервания на дълбочината на езерото, които показват 529 метра. През 2003 г. нови, по-точни изследвания на дъното с помощта на сонар дават дълбочина от 505 метра. Като цяло, северната част на езерото е по-дълбока от южната.
В езерото са разположени два острова: Самосир с площ от 647 km2 и Пардапур с площ от 7 km2. На Самосир се намират горещи извори и водопади, които през сухия сезон като цяло пресъхват. До 1906 г. Самосир е полуостров, но след заповед на администрацията на Нидерландска Индия е прокопан канал през провлака, който е отделял територията му от брега на Тоба. Поради постепенно затлачване на канала, Самосир може в бъдеще отново да стане полуостров.
Площта на водосборния басейн на Тоба е 3658 km2, включително площта на самото езеро. По-голямата част от водосборния басейн е заета от хълмиста и гориста местност. В езерото се вливат 202 реки и ручеи, от които 70 са с постоянен воден режим. Езерото се оттича в протока Малака чрез река Асахан, чийто среден отток е 102 m3/s.
Максималното естествено средногодишно колебание на нивото на водата е около 1,5 метра, но техногенните фактори могат да увеличат този показател. Така например, в края на 1980-те години е отбелязан спад в нивото на водата от 2,5 метра, което се свързва с работата на множество хидротехнически съоръжения. Температурата на повърхността на водата е от 24,0 до 27,6 °C. Според проучвания от 1979 г., pH на езерната вода варира от 7 до 8,4, степента на наситеност с кислород от 6,7 до 9,3 mg/l, степента на химическата употреба на кислорода от 1,24 до 2,80 mg/l, концентрацията на фосфор от 0,31 до 0,66 mg/l, а на хлориди от 8,3 до 11,8 mg/l. Изследванията сочат, че притокът на вода в езерото се понижава.

## Голямото изригване
Изригването на Тоба настъпва преди около 75 000 ± 900 години. То е последното поредица от поне четири калдерообразуващи изригвания в региона, като по-ранните калдери са се образували преди около 788 000 ± 2200 години. Това последно изригване има вулканичен експлозивен индекс 8, което го прави най-мощното експлозивно вулканично изригване през последните 25 милиона години.
Оценено е, че количеството изхвърлен материал от изригването възлиза на около 2800 km3 материал, от които около 2000 km3 игнимбрит, който потича по земята, и около 800 km3 пепел, която пада основно в западна посока. Последните проучвания, използващи нов метод, сочат, че вероятно изхвърленият материал е бил около 3200 km3. Пирокластичните потоци са унищожили площ от 20 000 km2, като на места в непосредствена близост до изригването дебелината на слоя пепел е достигала 600 m.
Изригването е достатъчно голямо, за да отложи слой пепел с дебелина около 15 cm из цяла Южна Азия. Открити са места в централната част на Индия, където пепелта от вулкана днес достига 6 m на дебелина, а части от Малайзия са били покрити от 9 m пепел. Освен това, изчислено е, че около 10 000 милиона тона серниста киселина или 6000 милиона тона серен диоксид са били изхвърлени в атмосферата от събитието. Последвалото срутване е образувало калдера, която се е запълнила с вода, като по този начин се е образувало днешното езеро Тоба.
Точната година на изригването не е известна, но моделът на отлагане на пепелта подсказва, че това вероятно е станало през лятото в северното полукълбо, тъй като само тогава летният мусон би могъл да утаи пепелта от изригването в Южнокитайско море. Изригването е продължило около две седмици, а последвалата го вулканична зима довежда до спад в глобалната температура от 3,0 – 3,5 °C в продължение на няколко години. Ледени проби от Гренландия показват участък от време с рязко понижени нива на органичен въглерод. Оцелелите растения и животни в Югоизточна Азия са били много малко, като дори е възможно изригването да е причинило глобално измиране.
Доказателствата от митохондриална ДНК сочат, че хората вероятно са преминали през популационно „гърло на бутилка“ по това време, което е намалило генетичното разнообразие спрямо това, което би се очаквало от възрастта на човешкия вид. Според някои оценки, човешкото население е намаляло драстично, докато според други, намаляване в броя на хората не е имало. Все още няма широко приет консенсус относно влиянието на изригването върху човешкото население.

### Скорошна вулканична дейност
След голямото изригване отпреди ~70 000 години, са настъпвали по-малки изригвания на Тоба. Най-скорошното от тях е било на Тандукбенуа на северозападния ръб на калдерата, което се засвидетелства от рядката растителност там. Това ще рече, че последното изригване е било през последните няколкостотин години.
Някои части от калдерата са се надигнали вследствие частичното запълване на магмената камера отдолу, която издига остров Самосир. Седиментите на острова показват, че той вече се е издигнал с поне 450 m от катаклизмичното изригване. Земетресенията около езерото не са редки, като последното по-голямо е от 1987 г. с епицентър на 11 km под южния бряг на езерото.
Езерото Тоба лежи близо до Големия суматренски разлом, преминаващ през средата на Суматра. Вулканите на острова са част от Зондската островна дъга, която се образува вследствие движението на североизток на Индо-Австралийската плоча, която се подпъхва под Евразийската плоча, движеща се на изток. Зоната на субдукция в този регион е много активна.

## Флора и фауна
Флората на езерото включва различни видове фитопланктон, плаващи и подводни водни растения, докато околните селски райони са обхванати от джунгла или тропични борови гори на по-високите склонове.
Фауната включва няколко вида зоопланктон и бентос. Тъй като езерото е бедно на хранителни вещества, местната риба е относително оскъдна, като единствените ендемити са Rasbora tobana и Neolissochilus thienemanni. Вторият вид е застрашен от обезлесяването (водещо до прекомерна тиня във водата), замърсяването, промяната във водното ниво и многобройните рибни видове, които са били интродуцирани в езерото. Други местни риби са: Aplocheilus panchax, Nemacheilus pfeifferae, Homaloptera gymnogaster, Channa gachua, Channa striata, Clarias batrachus, Barbonymus gonionotus, Barbonymus schwanenfeldii, Danio albolineatus, Osteochilus vittatus, Puntius binotatus, Rasbora jacobsoni, Tor tambra, Betta imbellis, Betta taeniata и Monopterus albus. Сред интродуцираните видове са: Anabas testudineus, Oreochromis mossambicus, Oreochromis niloticus, Ctenopharyngodon idella, Cyprinus carpio, Osphronemus goramy, Trichogaster pectoralis, Trichopodus trichopterus, Poecilia reticulata и Xiphophorus hellerii.

## Население
Повечето от хората, живеещи около езерото, са етнически батаки. Традиционните им къщи имат отличителни покриви, с извивка нагоре от всеки край и цветни украшения. Те изповядват основно протестантство.
Първите европейци, които документират езерото, са холандците, които го намират през 1847 г. През 1887 г. е скицирана първата топографска карта на местността около езерото. Колонизацията на земите около Тоба води до партизанска война с местното население, която продължава до 1907 г.
Икономическият потенциал на Тоба и териториите около него имат голямо значение не само за регионалната, но и за националната икономика на Индонезия. На територията на водосборния басейн на езерото живеят над 590 000 души. Повечето от тях се занимават със селско стопанство. Отглеждат се главно ориз и кафе. Развит е и риболовът.